# Cristóbal de Guzmán Cecetzin

Cristóbal de Guzmán Cecetzin (ou Cecepaticatzin) foi nobre asteca. Era filho de Diego de Alvarado Huanitzin (15º Tlatoani),  foi prefeito de Tenochtitlan em 1556 antes de se tornar o penúltimo Tlatoani de Tenochtitlan  e Terceiro Governador em 1557, títulos que ocupou até sua morte em 1562 .
Muito se falou sobre o espaço de tempo entre a morte de Tehuetzquititzin (1554) e a posse de Huanitzin (1557), o mais provável é que Cecetzin fosse o melhor candidato a governador universalmente aceito por todos os envolvidos, mas que ainda não tinha atingido a maioridade .
Em 1555 ocorreu uma grande inundação, ainda no governo de Estevan Guzman. Como primeiro ato de seu governo Cecetzin ordenou a construção do Dique de São Lazaro, e do Canal de Tehuiloyacan. Foi nesta época que foi construído o Tumulo (imperial) em São Francisco . 
Um dos principais acontecimentos de seu mandato ocorreu em 06 de junho de 1957 jura (juramento de fidelidade ao novo rei) a Filipe II,  para essa ocasião foi montada uma plataforma elevada, chamada de cadalso, medindo cerca de 9 metros de comprimento e cinco de largura que foi erguida na Plaza Mayor, do lado de fora da porta oeste da Catedral e em frente ao Palácio Real, na região oeste da praça. Nela se posicionaram os mais graduados funcionários espanhóis do governo real e da Igreja Católica, incluindo o vice-rei Luis de Velasco e o arcebispo Alonso de Montúfar. Além de  Cecetzin , governante de Tenochtitlan participaram da celebração Diego de Mendoza Imauhyantizin, Tlatoani de Tlatelolco, Antonio Cortes Totoquihuaztli , Tlatoani de Tlacopan,  e Hernando de Pimentel, o Tlatoani de Texcoco. Nesta houve uma apresentação de quase oito mil dançarinos indígenas, e segundo as Actas de Cabildo,  multidões de indígenas foram à praça como testemunhas, além da participação dos espanhóis alocados na cidade, que também fizeram o juramento .
Em 1562, pouco antes de morrer Cecetzin empreendeu uma ambiciosa expansão nos edifícios da cidade, e os moradores da cidade foram convocados para ir a floresta ao redor de Cuauhximalpa para fabricarem 200 Viguetas (com cerca de cerca de 6 metros de comprimento), 300 feixes de 5 braças (cerca de 9 metros), e 500 tábuas de tamanho não especificado para a construção. Foram pelo menos, 4100 metros de madeira (sem contar as pranchas). Isso sem falar que a maior parte da arquitetura da cidade era feita em pedra e adobe, a madeira serviu apenas para os alicerces e telhados .
| Precedido por Tehuetzquititzin | 17º Tlatoani de Tenochtitlan 1557 – 1562  | Sucedido por Nanacacipactzin |
| Precedido por Tehuetzquititzin | 3º Governador de Tenochtitlan 1557 – 1562 | Sucedido por Nanacacipactzin |